# Ацетазоламід
Ацетазоламід ( лат. acetazolamidum ) - органічна хімічна сполука, препарат групи сульфаніламідних інгібіторів карбоангідрази. Використовується у медичній практиці з 1953 року . Це слабкий сечогінний засіб, що використовується для лікування глаукоми, набряків та епілепсії; ефект зникає через 3 дні використання. Ацетазоламід є попередником сульфаніламідних діуретиків, які використовуються в основному для лікування глаукоми.

## історія
Горацій Девенпорт з Гарвардської медичної школи виявив у 1940-х роках, що в нирках міститься дуже велика кількість карбоангідрази. Це дозволило Рудольфу Гьоберу зробити висновок, що деякі побічні ефекти високих доз сульфаніламідів, включаючи підлужування сечі та підвищене виділення сечі, пов'язані з пригніченням цього ензиму. На противагу цьому, бостонський лікар Вільям Шварц намагався викликати діурез у пацієнтів із застійною серцевою недостатністю, використовуючи великі дози сульфаніламідів. Однак спроби були не дуже успішними через серйозні побічні ефекти. Девенпорт, зацікавлений теорією, висунутою Гебером, запропонував Річарду Робліну, тодішньому співробітнику фармацевтичної компанії Cyanamid, співпрацю над більш потужними інгібіторами карбоангідрази. Останній синтезував тіофен-2-сульфонамід, сполуку, яка перевершувала сульфаніламід за інгібуючим ефектом у 40 разів. Це послужило основою для подальшого дослідження цієї сполуки Девенпортом. Стаття Шварца, опублікована в 1949 році, про його досліди з сульфаніламідом зацікавила Робліна. Разом з Джеймсом Клаппом він синтезував близько 20 сполук - гетероциклічних сульфаніламідів, серед яких ацетазоламід вирізнявся найбільшою інгібуючою силою. З 1956 року ацетазоламід починають використовувати замість ртутних діуретиків у клінічній практиці.

## Механізм дії

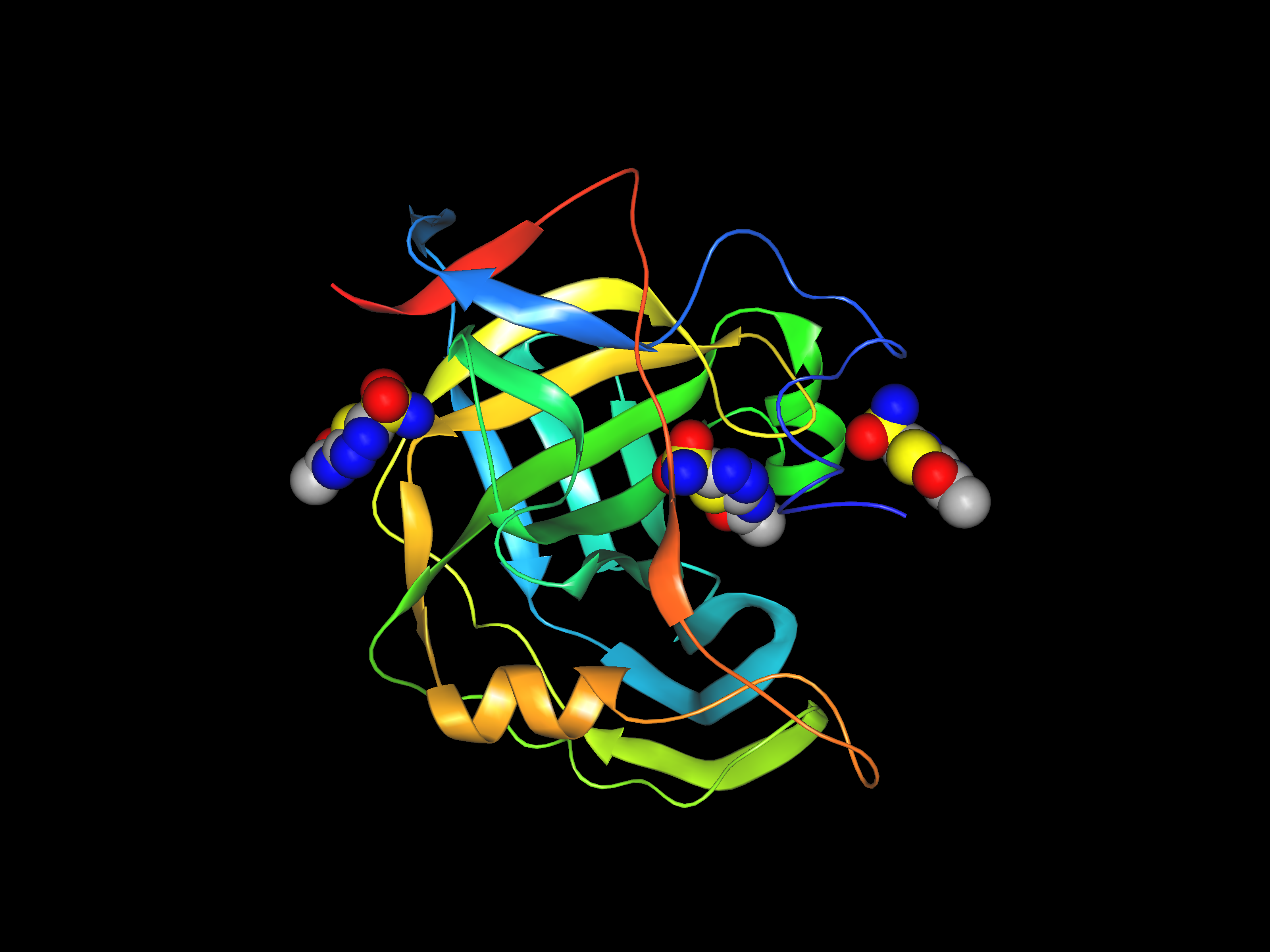
Карбоангідраза II, інгібована ацетазоламідом

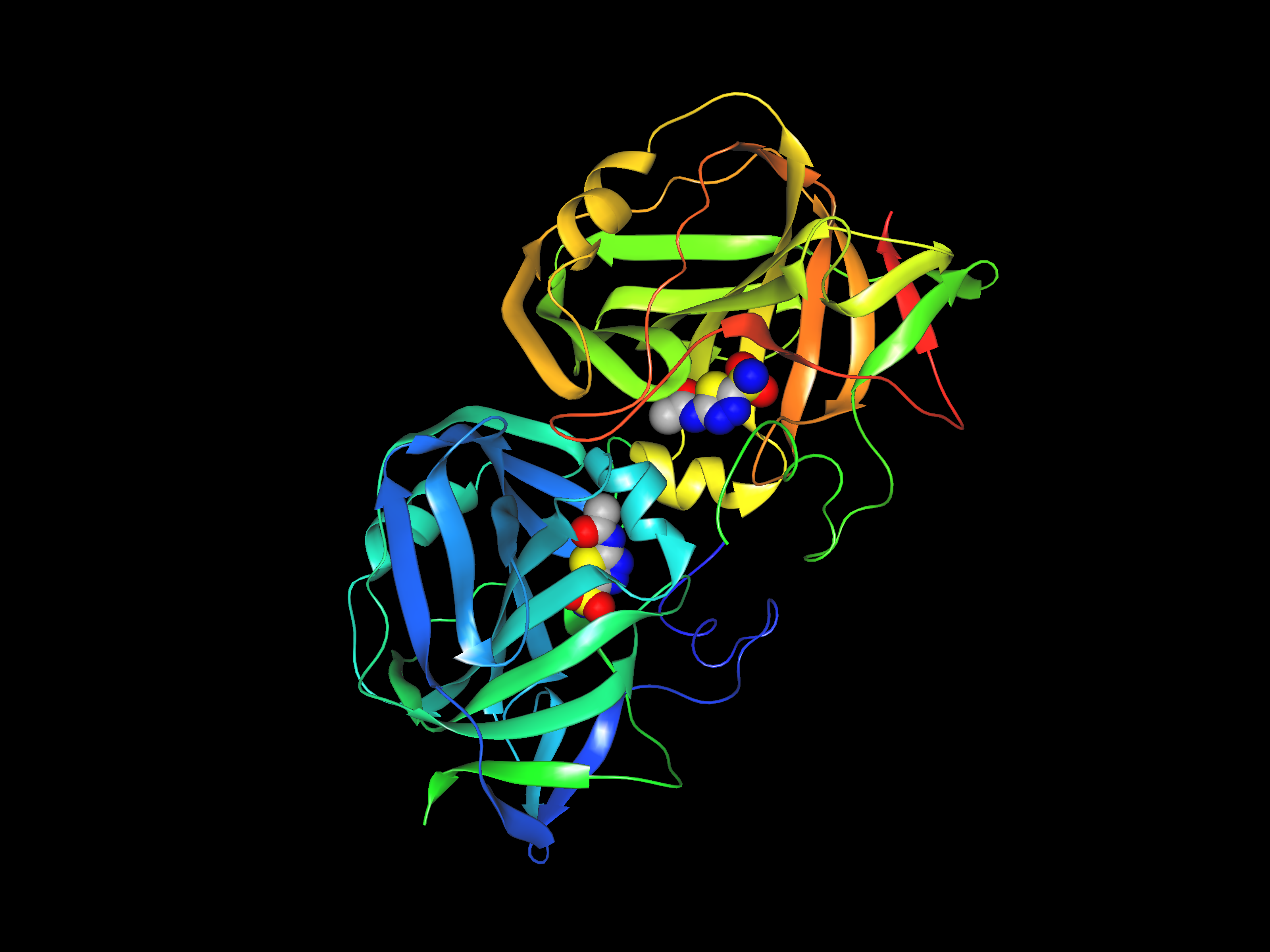
Карбоангідраза XII у комбінації з ацетазоламідом

Карбоангідраза - це фермент, який каталізує утворення вугільної кислоти з вуглекислого газу та води. Ацетазоламід пригнічує карбоангідразу в проксимальних канальцях нирок. Це відбувається через взаємодію атома азоту сульфаніламідної групи з катіоном цинку простетичної групи ферменту. Молекула ацетазоламіду додатково стабілізується водневим зв'язком між атомом азоту сульфаніламідної групи та атомом кисню фенольної групи тирозину 199 і між атомом азоту тіадіазольного кільця та групою ОН тирозину 200 .
Пригнічення активності карбоангідрази призводить до дефіциту іонів водню (підвищення рН ) і бікарбонат-іонів, що перешкоджає натрій - водневому обміну. Результатом є збільшення виведення води, іонів натрію та бікарбонату, що призводить до метаболічного ацидозу, який, однак, є в основному самообмеженим явищем. Збільшена кількість іонів натрію досягає дистального канальця, що збільшує обмін Na+
 / K+
, що може призвести до гіпокаліємії. Однак діуретичний ефект ацетазоламіду короткочасний – через 3 дні застосування його діуретичні властивості зникають у зв’язку з появою незалежних від карбоангідрази компенсаторних механізмів. Пригнічення дії ферменту в циліарних відростках ока спричиняє зменшення кількості водянистої вологи та падіння внутрішньоочного тиску. Ці ефекти, на відміну від діуретичного ефекту, є постійними і не змінюються при тривалому лікуванні ацетазоламідом . Ацетазоламід також використовується як допоміжний засіб при лікуванні епілепсії. Інгібування карбоангідрази в ЦНС затримує аномальну активацію нейронів. Крім того, ацетазоламід знижує секрецію цереброспінальної рідини .
Ацетазоламід є інгібітором щонайменше чотирьох ізоформ карбоангідрази, включаючи: ізоформи II, XII і XIII.

## Фармакокінетика
Ацетазоламід добре всмоктується зі шлунково-кишкового тракту. Після прийому всередину дози 500 мг максимальна концентрація препарату в плазмі крові настає через 1–3 год. Він легко проникає у тканини і органи, в тому числі до: еритроцитів, нирок, печінки, м’язів, очного яблука та центральної нервової системи, а також проникає через плаценту та в грудне молоко. Ацетазоламід не накопичується в організмі. Він на 70–90 % зв’язується з білками плазми, а період його напіввиведення становить 4–9 годин. Він не метаболізується і виводиться нирками в незміненому вигляді.

## Показання до застосування
В даний час ацетазоламід не використовується ні для лікування гіпертонії, ні як діуретик. Проте це один із найважливіших препаратів у лікуванні вторинної та відкритокутової глаукоми. У разі закритокутової глаукоми ацетазоламід застосовують лише для короткочасного лікування перед операцією. Короткочасний ефект ацетазоламіду можна використовувати для лікування станів, що супроводжуються метаболічним алкалозом. Ацетазоламід прискорює акліматизацію у високогірних умовах, протидіючи респіраторному алкалозу, але його вплив на усунення симптомів цього захворювання невеликий. Ацетазоламід також використовується при медикаментозних набряках і набряках у пацієнтів із серцевою недостатністю. При великій епілепсії, малій епілепсії (у дітей) і при змішаних нападах ацетазоламід використовується в комбінації з іншими протиепілептичними препаратами. Підлужнення сечі, викликане збільшенням екскреції бікарбонату ацетазоламідом, іноді використовується для короткочасного збільшення екскреції сечової кислоти або інших кислотних сполук.

## Протипоказання
Ацетазоламід протипоказаний пацієнтам :
- гіпонатріємія або гіпокаліємія
- порушення роботи печінки і нирок
- гіперхлоремічний ацидоз
- хронічна, некомпенсована закритокутова глаукома, при тривалому лікуванні
- підвищена чутливість до ацетазоламіду або сульфаніламідів

## Запобіжні заходи[27]
1. У разі підвищеної чутливості до ацетазоламіду можуть виникати симптоми, подібні до тих, що виникають після застосування сульфаніламідів, а саме: синдром Стівенса-Джонсона, синдром Лайєлла, некроз печінки, агранулоцитоз, апластична анемія та геморагічний діатез.
2. Дослідження на тваринах продемонстрували тератогенну та ембріотоксичну дію ацетазоламіду. Дослідження у вагітних жінок не проводились. Тому застосування ацетазоламіду вагітним жінкам не рекомендується, особливо в І триместрі вагітності.
3. У зв'язку з тим, що ця сполука проникає в грудне молоко, її застосування не рекомендується жінкам, які годують груддю.
4. Не рекомендується одночасне застосування ацетазоламіду та ацетилсаліцилової кислоти у високих дозах через можливість розвитку тяжких побічних ефектів.
5. Ацетазоламід, який застосовують у дозах, вищих за рекомендовані, не посилює діурез, але може посилювати сонливість і парестезію, тому пацієнтам не слід керувати автомобілем або працювати з механізмами під час лікування.
6. Препарат може погіршити існуючий метаболічний ацидоз. Тому пацієнтам з емболією легеневої артерії або емфіземою слід бути обережними.
7. Ацетазоламід може викликати зміни рівня глюкози в крові. Це слід враховувати при визначенні дозування інсуліну або пероральних протидіабетичних препаратів.
8. Препарат викликає олужнення сечі.

## Взаємодії
Ацетазоламід посилює дію антагоністів фолієвої кислоти, препаратів, що знижують рівень цукру в крові, і пероральних антикоагулянтів. Крім того, препарат підвищує концентрацію карбамазепіну, фенітоїну та примідону, що може спричинити серйозні ускладнення, серед яких може бути остеомаляція. Одночасне застосування ацетазоламіду з амфетаміном, атропіном або хінідином може посилити їх побічні ефекти. Ацетазоламід збільшує виведення літію, що може послабити його терапевтичний ефект.

## Побічні ефекти
Побічні ефекти найчастіше виникають на початку лікування і не є серйозними. До них належать: парестезії, розлади слуху (тинітус) і смаку, втрата апетиту, нудота, блювота, діарея, часте сечовипускання.
Рідше можуть виникати електролітні порушення, метаболічний ацидоз, сонливість, дезорієнтація, тимчасова короткозорість, камені в нирках та анафілактичні реакції. Іноді можуть виникати кропив’янка, гематурія, глюкозурія, печінкова недостатність, млявий параліч, фотосенсибілізація та печінкові або ниркові коліки.

## Дозування
| Шлях введення | Рекомендована доза одноразово (г) | Рекомендована доза щодня (г) | Максимальна доза одноразово (г) | Максимальна доза щодня (г) |
| ------------- | --------------------------------- | ---------------------------- | ------------------------------- | -------------------------- |
| перорально    | 0,25–0,5                          | 0,5–1,5                      | 0,5                             | 1.5                        |

При глаукомі дозування визначається залежно від внутрішньоочного тиску. Найбільш часто використовувані:
- при відкритокутовій глаукомі – 250 мг 1-4 рази на добу
- при вторинній глаукомі – 250 мг кожні 4 години.

При гострих нападах цього захворювання призначають ацетазоламід у дозі 250 мг 4 рази на день. Не рекомендується перевищувати добову дозу 1000 мг.
Протиепілептичне лікування починається з дози ацетазоламіду 250 мг 1 раз на добу, при необхідності поступово збільшуючи. Оптимальна доза 375–1000 мг, тобто з 8 до 30 мг/кг маси тіла , 1-4 рази на день. Максимальна добова доза для дітей становить 750 мг.
Доза 250–375 мг один раз на день призначається для лікування набряків. Оптимальний діуретичний ефект досягається при застосуванні препарату через день або протягом 2 днів з одноденною перервою.
Для профілактики гірської хвороби ацетазоламід призначають у дозах 500–1000 мг на добу, розділених на дози. При швидкому наборі висоти використовується 1000 мг на добу. Ацетазоламід слід застосовувати за 24–48 годин до запланованого підйому .

## Передозування
Повідомлення про передозування ацетазоламіду у людей не надходили. Можуть виникнути порушення електролітного балансу, метаболічний ацидоз і розлади центральної нервової системи. У разі прийому дози ацетазоламіду, що перевищує рекомендовану, необхідно контролювати концентрацію електролітів у крові та її рН, проводити симптоматичне лікування. При виникненні ацидозу слід використовувати бікарбонат. Специфічного антидоту не існує. За допомогою гемодіалізу ацетазоламід можна вивести з організму.

## Хімічний синтез
Хімічний синтез ацетазоламіду починається з реакції гідразину з тіоціанатом амонію з утворенням 2,5-дитіобуреї. Ця сполука циклізується фосгеном з утворенням 2-аміно-5-меркапто-1,3,4-тіадіазолу, який обробляють оцтовим ангідридом, який ацетилює аміногрупу. Отриману сполуку реагують з хлором, а потім з аміаком для отримання ацетазоламіду .Шаблон:Reakcja

## Препарати
Препарати, доступні в Україні  :
- Діакарб – таблетки 250 мг.
- Діуремід - таблетки 250 мг.